# Gabriel de Yturri
Pour les articles homonymes, voir Yturri.
Compléments
Personnalité du Paris de la Belle Époque
Gabriel de Yturri, né le 12 mars 1860 à San Miguel de Tucumán en Argentine et mort à Neuilly-sur-Seine (France), le 6 juillet 1905, est une personnalité de l'histoire de l'art, représentatif du milieu artistique parisien de la Belle Époque.

## Vie privée
Il est le compagnon d'Antonio de la Gandara et  le secrétaire particulier de Robert de Montesquiou.

## Biographie
Il est considéré d'origine argentine. Un seul auteur estime qu'il était de nationalité péruvienne, bien qu'il soit né en Argentine, de père et mère argentins.

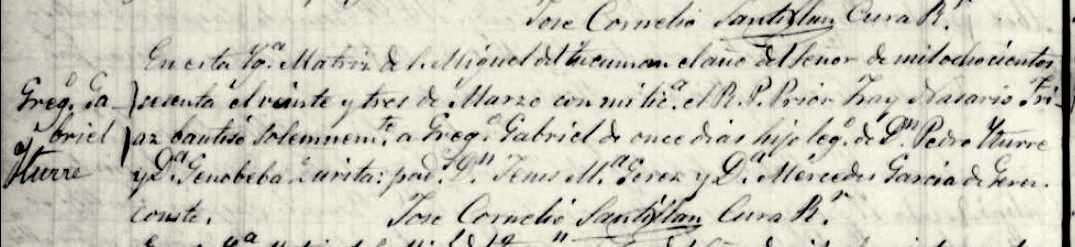
Yturri, acte de baptême.

Il vint s’établir à Paris et servit d'abord de secrétaire au baron Doasan, homosexuel bien connu, l'un des modèles de Marcel Proust pour le baron de Charlus dans À la recherche du temps perdu.

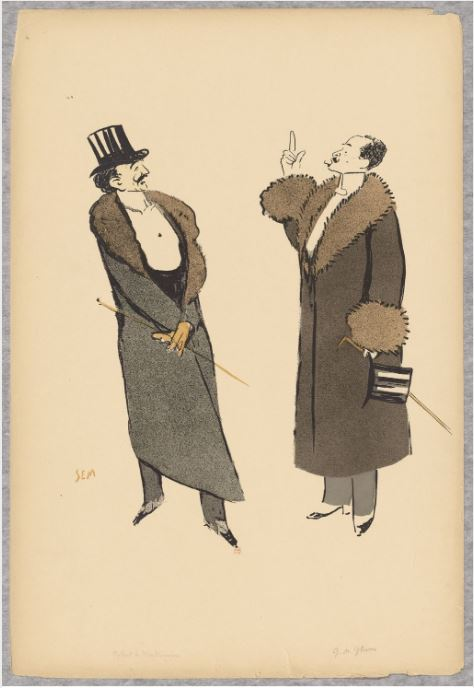
Robert de Montesquiou et Gabriel Yturri par Sem, graveur (1863-1934).

En 1885, il rencontra Robert de Montesquiou et devient son secrétaire et son amant.

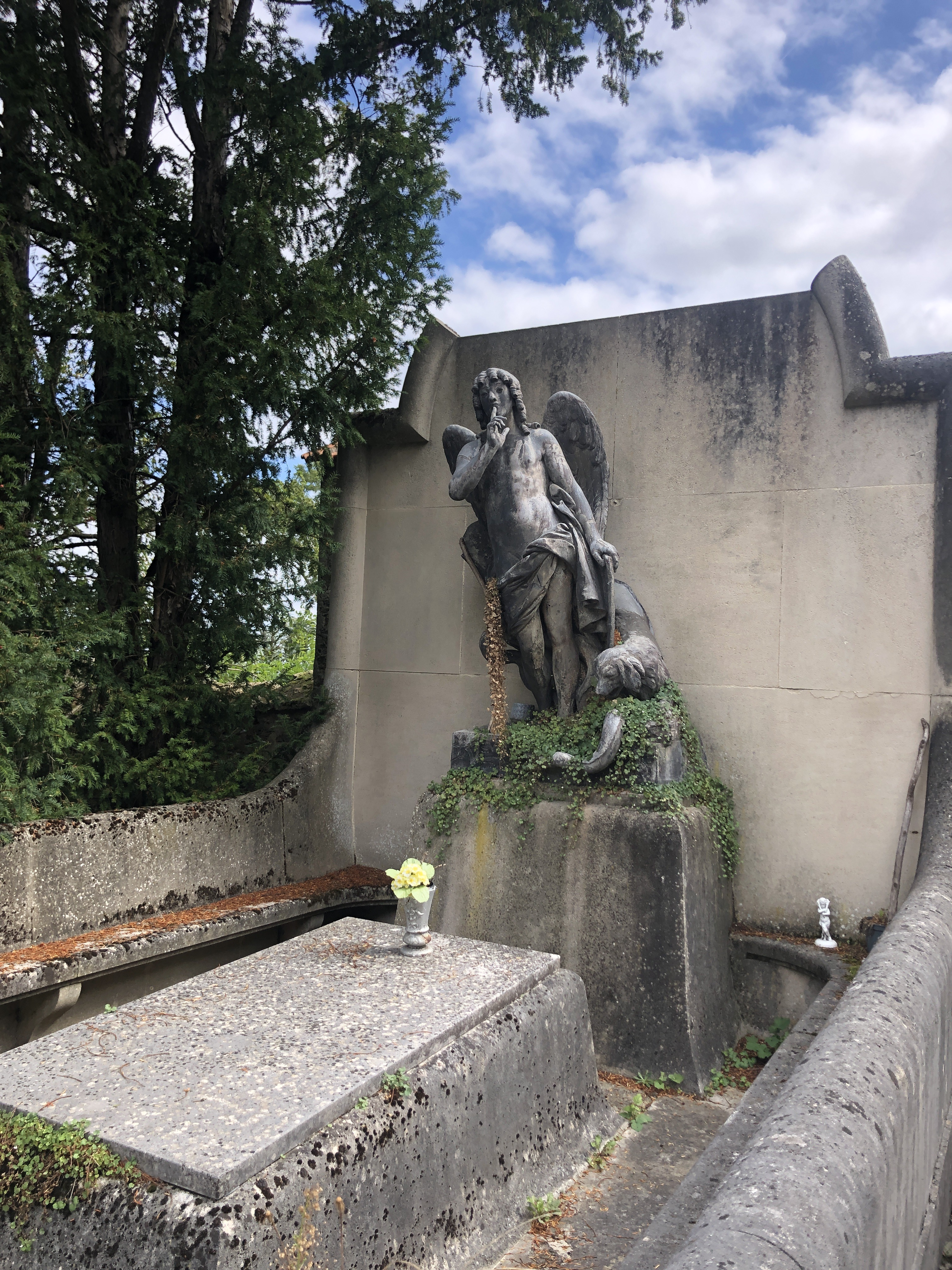
Sépulture de Gabriel de Yturri et du poète Robert de Montesquiou.

Il mourut d’un diabète en 1905. Sa disparition laissa Montesquiou profondément affecté. Trois ans après sa mort, il fit publier à sa mémoire un recueil de témoignages, de poèmes et de correspondance, sous le titre Le Chancelier de fleurs, douze stations d’amitié, qui fut tiré à cent exemplaires.

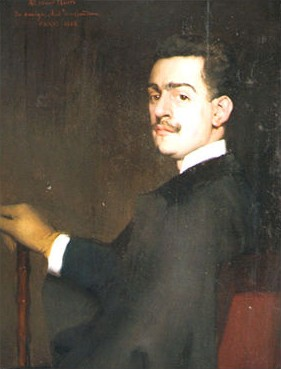
Portrait par Antonio de La Gandara.